# Lieselotte Hoeschl Ornellas
Lieselotte Hoeschl Ornellas (Florianópolis, 23 de setembro de 1917 – Rio de Janeiro, 14 de fevereiro de 2017) foi uma enfermeira e nutricionista brasileira, pioneira da Nutrição no Brasil, remanescente da primeira geração brasileira de nutricionistas formadas na Argentina.

## Vida pessoal
Lieselotte nasceu em Florianópolis, em 1917, mas passou grande parte da infância em Lages, também em Santa Catarina. Era filha de Walter Hoeschl, um comerciante e de Maria Hoeschl, dona de casa, dois imigrantes alemães luteranos. Lieselotte teve cinco irmãos, três homens e duas mulheres. 
Estudou piano por vários anos, além de ser fluente em alemão e em inglês. Estudou no Grupo Escolar Vidal Ramos, de 1924 a 1927; Escola Complementar, de 1928 a 1930; Instituto Cristão de Castro, de 1931 a 1932 e no Instituto José Manuel da Conceição, de 1934 a 1935. Era estudiosa e dedicada e interessou-se pela profissão ao ler a biografia de Florence Nightingale, enfermeira britânica que ficou famosa por ser pioneira no tratamento a feridos de guerra, durante a Guerra da Crimeia.

## Carreira
Em 1936, aos 18 anos, ingressou na Escola de Enfermagem Anna Nery, uma unidade de ensino, pesquisa e extensão da Universidade Federal do Rio de Janeiro, criada em 1923. Graduou-se em 1939. Foi presidente do Conselho das Alunas, depois de formada ingressou na Associação de Ex-alunas, o que influenciou a criação da Associação de Enfermeiras Diplomadas Brasileiras (ABED/ANED).
Após a formatura, sua intenção era de trabalhar com comunidades indígenas, porém um surto de febre tifoide em Santa Catarina a fez voltar para o Rio de Janeiro. Estudou administração de enfermagem, pretendendo voltar para sua cidade, em Santa Catarina, para trabalhar em Saúde Pública, porém aceitou uma bolsa de estudos para fazer o curso de Nutrição no Instituto Nacional de Nutrição Professor Escudero, na Argentina, com 21 anos. Estudou no país de 1940 a 1943, enquanto a carreira de nutricionista começava a ganhar contornos de profissão no Brasil. 
De volta ao Brasil, foi contratada pela Escola de Enfermagem Anna Nery como instrutora de Nutrição. Fez parte do corpo docente do curso para nutricionistas, criado no Instituto de Nutrição da UFRJ. Em 1947, fez seu primeiro Curso de pós-graduação com bolsa do Conselho Britânico, no King's College London, em Londres, na Florence Nightingale School of Nursing and Midwifery. Seu foco era o racionamento de alimentos em consequência da Segunda Guerra Mundial e como isso afetava o organismo. Nos Estados Unidos, fez uma especialização voltara para o instrumental utilizado na nutrição.
Tornou-se chefe do serviço de dietética do Hospital dos Servidores do Estado do Rio de Janeiro, em 1950. Uma grande inundação em Trinidad, Bolívia levou Lieselotte e uma equipe de socorro para assistir os flagelados, preparando fórmulas e leite para a população. Estre trabalho foi reconhecido pelo presidente da Bolívia na época, que concedeu à equipe brasileira a condecoração "El Condor de los Andes".
Casou-se aos 34 anos com Alfredo Carvalho Ornellas, em 1953. Alfredo era médico da Legião Brasileira de Assistência (LBA), do Banco do Brasil, e professor de Puericultura e Pediatria da Escola de Enfermagem Anna Nery.
Lieselotte publicou vários livros sobre nutrição e saúde. Técnica Dietética - Seleção e Preparo de Alimentos é um dos mais famosos e mais editados. A Alimentação Através dos Tempos conta a história da alimentação humana em todo o mundo, desde a pré-história aos tempos atuais.
Lieselotte foi membro do conselho técnico-científico da Associação de Nutrição do Estado do Rio de Janeiro, membro vitalício da British Dietetic Association, membro fundador do Núcleo de Pesquisa de História da Enfermagem Brasileira/Nuphebras, criado em 1993 e professora aposentada de Nutrição e Dietética da UFRJ. Em 2014, a Associação Brasileira de Nutrição criou o Prêmio Lieselotte Ornellas Nutricionista Destaque no Brasil, honraria que reconhece o mérito do trabalho do nutricionista que contribui com o desenvolvimento científico, tecnológico e cultural da ciência da Nutrição e com a promoção e reconhecimento social da categoria.

## Morte
Lieselotte faleceu em 14 de fevereiro de 2017, aos 99 anos. Era viúva e residia no bairro de Ipanema, exercendo seu hobby de pintura a óleo sobre tela, desenvolvida de forma autodidata. 